# 瓦休京齊 (巴爾區)
49°8′25″N 27°46′51″E / 49.14028°N 27.78083°E
瓦休京齊（烏克蘭語：Васютинці），是烏克蘭的村落，位於該國西南部文尼察州，由日梅林卡區負責管轄，面積2.08平方公里，海拔高度312米，2001年人口437，人口密度每平方公里210.6人。